# مدرسه حقوق دانشگاه اولستر
مدرسه حقوق دانشگاه اولستر(به انگلیسی: Ulster University's School of Law) مدرسه حقوق دانشگاه اولستر است که در پردیس‌های stown و Magee قرار دارد دارد. پس از نتایج چارچوب تعالی تحقیقات ۲۰۱۴ اولستر برای تحقیقات در زمینه حقوق در انگلستان در رتبه چهارم قرار دارد، و برای اولین بار در ایرلند شمالی. اولستر در گروه جدید «تأثیر» در انگلیس در رده نخست قرار گرفت. و به دلیل وسعت تحقیقات در رتبه نهم قرار گرفت.

## دانشگاهیان
مدرسه در جردنستون برنامه‌های کارشناسی ارشد را در زمینه حقوق بشر و عدالت انتقالی و جنسیت، تعارض و حقوق بشر ارائه می‌دهد. کلینیک حقوقی اولستر یک برنامه کارشناسی ارشد را در آموزش حقوقی بالینی در جردنستاون و بلفاست ارائه می‌دهد. در پردیس Magee دانشکده کارشناسی ارشد حقوق تجارت را اداره می‌کند.
.
مؤسسه عدالت انتقالی همچنین هر سال در ماه ژوئن یک مدرسه بین‌المللی تابستانی با موضوع عدالت انتقالی را اداره می‌کند.

## پژوهش
انستیتوی عدالت انتقالی از تحقیقات مربوط به عدالت انتقالی، تضاد، حقوق بشر، حقوق بین‌الملل و برابری جنسیتی پشتیبانی می‌کند. این دانشکده همچنین از تحقیقات درمورد موضوعاتی از آموزه‌ها و موضوعات اجتماعی به ویژه دسترسی به عدالت پشتیبانی می‌کند.

## اداره
این مدرسه توسط رئیس دانشکده اداره می‌شود که به رئیس دانشکده هنرهای علوم انسانی و علوم اجتماعی گزارش می‌دهد. این دانشکده در کلینیک حقوقی اولستر قرار دارد. با موسسه عدالت انتقالی، یکی از دو مؤسسه تحقیقاتی دانشکده، همکاری نزدیکی دارد.

## اساتید
- Fionnuala Ní Aoláin به‌طور همزمان رئیس دانشکده درسی و ویتنی در دانشکده حقوق دانشگاه مینه سوتا و استاد حقوق در موسسه عدالت انتقالی دانشگاه اولستر در بلفاست، ایرلند شمالی است. کتاب او در سال ۲۰۰۶، قانون در بار بحران (انتشارات دانشگاه کمبریج)، در سال ۲۰۰۷، جوایز برجسته انجمن خلاقیت حقوق بین‌الملل، موفق به دریافت جوایز شایستگی برای تحصیلات خلاق شد. وی دو بار (۲۰۰۴ و ۲۰۰۷) توسط دولت ایرلند به دادگاه حقوق بشر اروپا، اولین زن و اولین وکیل دانشگاهی معرفی شده که به این ترتیب معرفی شده‌است. وی در سال ۲۰۰۰ توسط وزیر دادگستری ایرلند به کمیسیون حقوق بشر ایرلند منصوب شد و تا سال ۲۰۰۵ خدمت کرد.[۳]
- کاتین کالینز عضو پژوهشگر Chatham House برای آمریکای لاتین بود (2005-2007)[۴]
- لوئیز مالیندر جایزه اولیه شغلی هارت SLSA در سال ۲۰۰۹ اعطا شد و به‌طور مشترک جوایز کتاب جرم‌شناسی انجمن انگلیس در سال ۲۰۰۹ اهدا شد[۵]
- یوجین مک نیامی در سال ۲۰۱۴ جایزه پژوهشگر امور عمومی فولبرایت ایرلند شمالی را دریافت کرد.[۶]
- گرونین مک کیور در کمیته مشورتی تأمین اجتماعی انگلیس است.[۷]
- دکتر کاترین اورورک جایزه ریحان Chubb 2010 را برای بهترین دکترای تولید شده در هر زمینه سیاسی در یک دانشگاه ایرلندی دریافت کرد.[۸]
- دکتر ونکات ایایر عضو کمیسیون حقوقی ایرلند شمالی است.[۹]
- خانم آماندا زاچاروپلو در سال ۲۰۱۱ به بورسیه تحصیلی و یادگیری ممتاز دانشگاه اعطا شد.[۱۰]
- دانشمند حقوق اولستر، دانکن مک گرگور، بیش از ۵۰۰۰ دانشجوی کارشناسی ارشد از سراسر ایرلند را شکست داد تا بتواند برنده جایزه ملی دانشجویی دانش آموزی سال تحصیلی ۲۰۱۳ شود.[۱۱]
- فارغ‌التحصیل اولستر، مارک بل، استاد رجیوس است که از حقوق (دوبلین) ترینیتی کالج ترینیتی دابلین[۱۲]
- استاد سابق دانشکده، بریس دیکسون، نخستین رئیس کمسیون حقوق بشر ایرلند شمالی بود
- بازدید لس آلمبی در سال ۲۰۱۴ به چهارمین رئیس کمسیون حقوق بشر ایرلند شمالی منصوب شد[۱۳]